# Ursula Wendorff-Weidt
Ursula Wendorff-Weidt (geb. Wendorff; * 26. August 1919 in Berlin-Moabit; † 23. September 2000 in Berlin-Spandau) war eine deutsche Malerin, Grafikerin und Illustratorin.

## Leben und Werk
Ursula Wendorff machte 1936/1937 in Berlin eine Lehre als Buchhändlerin und arbeitete als Stenotypistin und Sekretärin. Von 1937 bis 1943 nahm sie Abendunterricht bei Otto Nagel und an der Fachschule für die Graphischen Gewerbe bzw. Meisterschule für Graphik und Buchgewerbe in der Andreasstraße. Von 1946 bis 1951 studierte sie bei Eva Schwimmer, Ernst Rudolf Vogenauer und Werner Klemke an der späteren Kunsthochschule Berlin-Weißensee. Danach war sie in Rangsdorf als freischaffende Malerin, Grafikerin und Illustratorin tätig.
Ursula Wendorff-Weidt wurde durch ihre Aquarelle, Grafiken, Holzschnitte, Federzeichnungen und Buchillustrationen bekannt. Sie schuf 1950 drei Tage vor der Sprengung des Berliner Stadtschlosses den Zyklus Schloßvandalismus und wurde damit über Nacht bekannt und der DDR-Staatsführung suspekt. Von 1952 bis 1988 schuf sie die bekannten Bewegungsstudien des Tänzers Jean Weidt, der auch ihr Ehemann wurde. Aus dieser Verbindung entstanden weitere Studien über das Ballett und Tanztheater und den Chefchoreographen der Komischen Oper Berlin, Tom Schilling, und Bühnenentwürfen für die Komische Oper.
Ursula Wendorff-Weidt illustrierte ab 1952 etwa 250 Bücher, vornehmlich für die Verlage Neues Leben und Rütten & Loening, Berlin, und fand mit solchen Illustrationsaufträgen ein sicheres Auskommen. Zudem zeichnete sie Bildbänder (Dia-Rollfilme). Sie blieb bis 1989 eine gefragte Illustratorin.
Bis 1990 war Ursula Wendorff-Weidt Mitglied des Verbandes Bildender Künstler der DDR und ab 1991 Mitglied des Brandenburgischen Verbandes Bildender Künstler. Sie hatte im In- und Ausland 142 Einzelausstellungen und Ausstellungsbeteiligungen, in der DDR u. a. von 1953 bis 1963 an der Dritten bis zur Fünften Deutschen Kunstausstellungen in Dresden. Studienreisen führten sie unter anderem nach Ungarn, die UdSSR, Polen, Schweden, Portugal, Österreich, Spanien, Syrien, Jugoslawien, die Mongolei, Indien, Dänemark und Ägypten.
Eine enge Zusammenarbeit verband Ursula Wendorff-Weidt mit den Malern Otto Nagel, Ronald Paris, Paul Kuhfuss, Otto Dix und Michael Radloff, sowie mit den Schriftstellern und Autoren Friedrich Wolf, Louis Fürnberg und Peter Hacks In der letzten Schaffensphase widmete sich Wendorff-Weidt der Aquarellmalerei und war Kuratorin.
2008 wurde das Werk der Künstlerin auf Initiative eines privaten Konsortiums mit der bisher umfangreichsten Ausstellung „Bild und Bewegung“ in Fredersdorf-Vogelsdorf bei Berlin gewürdigt. Unter der Schirmherrschaft des Regierenden Bürgermeisters von Berlin Klaus Wowereit haben die Kuratoren Nina Rücker und Michael Wiedemann eine Sammlung mit Werken und Originalrequisiten von Ursula Wendorff-Weidt und dem Tänzer Jean Weidt zusammengestellt. Die Ausstellung erfreut sich großen Zuspruchs und wird in Deutschland und Frankreich gezeigt. 
Aus der Ehe mit Jean Weidt entstammt Sohn Andreas.

## Ehrungen (Auswahl)
- 1956: Kunstpreis des Bezirks Karl-Marx-Stadt
- 1959: Illustrationspreis des Ministeriums für Kultur der DDR
- 1975: Pablo Neruda Medaille
- 1976: Theodor-Fontane-Preis des Bezirks Potsdam
- 1976: Johannes-R.-Becher-Medaille in Silber
- 1979: Verdienstmedaille der DDR

## Arbeiten in Museen und öffentlichen Sammlungen (unvollständig)
- Berlin: Kupferstichkabinett
- Chemnitz: Kunstsammlungen am Theaterplatz
- Leipzig: Museum der bildenden Künste
- Neuruppin: Museum Neuruppin
- Potsdam: Stadt- und Landesbibliothek Potsdam
- Schwerin: Staatliches Museum Schwerin

## Buchillustrationen (Auswahl)
- R. Blaumanis: Zehn lettische Novellen. Hinstorff Verlag, Rostock 1953
- Leben, Singen, Kämpfen: Liederbuch der. deutschen Jugend. Hrsg. im Auftrag d. Zentralrats d. FDJ. 1954.
- S. Mogilewskaja: Die Blaumeise. Eine Erzählung von Petja und seinen Freunden. Alfred Holz Verlag, Berlin, 1955
- Deutsche Balladen von Bürger bis Brecht. Verlag Neues Leben, Berlin 1956
- Horst Zander: Königin Phantasia-Märchen der Romantik. Verlag Neues Leben Berlin, 1957
- Eduard Klein: Der Feuerberg. Verlag Neues Leben, Berlin, 1957
- Maxim Gorki: Vor dem Angesicht des Lebens. Erzählungen. Eine Auswahl für die Jugend. Verlag Neues Leben, Berlin, 1959
- Alexander Deutsch: Harry aus Düsseldorf - Eine Erzählung um Heinrich Heine. Verlag Neues Leben, Berlin, 1960
- Iwailo Petrow: Nonkas Liebe. Verlag Neues Leben, Berlin, 1960
- Götz R. Richter: Kamau der Afrikaner. Verlag Neues Leben, Berlin, 1962
- Nikolai Dementjew: Im Hafen einer fernen Stadt. Propyläen, Berlin, 1962
- Zsuzsa Thury; Die Stiefschwestern. Verlag Neues Leben, Berlin, 1963
- Theodor Fontane: Effi Briest. Verlag Neues Leben Berlin, 1964
- Gustaw Morcinek: Die schwarze Julka. Verlag Neues Leben, Berlin, 1965
- Karl Veken, Katharina Kammer: Die unromantische Annerose. Verlag Neues Leben, 1966
- Honoré de Balzac: Vater Goriot. Verlag Neues Leben, Berlin, 1972
- Elfriede Brüning: Und außerdem ist Sommer. Hinstorff Verlag, Rostock 1974
- Elfriede Brüning: Zu meiner Zeit – Geschichten aus vier Jahrzehnten. Hinstorff Verlag Rostock, 1976
- Marion Reinsch (Hrsg.): Auf der großen Straße - Jean Weidts Erinnerungen. Henschelverlag, Berlin, 1984
- Irma Harder: Die Nacht auf der Mädcheninsel. Verlag Neues Leben Berlin, 1987
- Edmund Graeser: Spreelore. Verlag Neues Leben, Berlin 1990
- Hans Clauert. Der märkische Eulenspiegel. Verlag am Park, Berlin, 1999

## Bildbände (Auswahl)
- 1957: Ukrainisches Märchen: Kullerkorn (Bearbeiterin: Ilse Korn, hrsg. von Gesellschaft für Deutsch-Sowjetische Freundschaft)